# سيندر كوغلر
سيندر كوغلر (بالمجرية: Kugler Sándor)‏ (1879 – 11 نوفمبر 1964) هو سبّاح مجري راحل، مثّل بلاده في الألعاب الأولمبية الصيفية 1908.

## روابط خارجية
سيندر كوغلر على موقع أوليمبيديا (الإنجليزية)